# 진상월드
《진상월드》는 2023년 1월 27일부터 2023년 3월 17일까지 방송된 교양 프로그램이다.

## 기획 의도
상식이 통하는 사회를 만들기 위해 진상의 민낯을 파헤치는 한국 최초 진상 추적 프로그램.

## 방송 일정
| 방송 채널 | 방송 기간                         | 방송 시간                    | 비고 |
| --------- | --------------------------------- | ---------------------------- | ---- |
| MBN       | 2023년 1월 27일 ~ 2023년 3월 17일 | 매주 금요일 밤 10:20 ~ 11:40 |      |

## 진행자
- 김구라

## 출연진
- 조충현 아나운서
- 이광민 정신건강의학과 전문의
- 김수환 변호사
- 박종석 정신과 전문의
- 손수호 변호사

## 에피소드 목록
| 회차 | 방송일          | 주제                   | 게스트 | 비고 |
| ---- | --------------- | ---------------------- | ------ | ---- |
| 1회  | 2023년 1월 27일 | 택시                   | 빈칸   |      |
| 2회  | 2월 3일         | 편의점                 | 빈칸   |      |
| 3회  | 2월 10일        | 지하철                 | 빈칸   |      |
| 4회  | 2월 17일        | 이동노동자             | 빈칸   |      |
| 5회  | 2월 24일        | 식당                   | 빈칸   |      |
| 6회  | 3월 3일         | 판매직                 | 이승윤 |      |
| 7회  | 3월 10일        | 공동 주택: 무서운 이웃 | 빈칸   |      |
| 8회  | 3월 17일        | 친절과 진상            | 김지민 |      |

## 같이 보기
관련 항목
- 진상
- 고발
- 사건
- 검찰
- 경찰
- 양심
- 심리학
- 감정 노동

방송 프로그램
- 역사저널 그날 (KBS 1TV)
- 공개수사 실종, 제보자들, 표리부동 (KBS 2TV)
- 생방송 방과 후 듄듄 (EBS 1TV)
- 우리시대, 리얼스토리 눈 (MBC TV)
- 긴급출동 SOS 24, 심장이 뛴다, 꼬리에 꼬리를 무는 그날 이야기, 당신이 혹하는 사이 (SBS TV)
- 구조신호 시그널 (TV조선)
- 알쓸범잡 (tvN)
- 이숙영의 러브FM, 윤수현의 천태만상 (SBS 러브FM)
- 김영철의 파워FM, 두시탈출 컬투쇼 (SBS 파워FM)
- 황우창의 음악정원 (cpbc FM)
- 여성시대, 싱글벙글쇼, 지금은 라디오 시대 (MBC 표준FM)

## 특이 사항
- 이 프로그램에서 모욕적인 말이나 욕설을 사용할 경우에는 사회적 또는 도덕적으로 무책임한 행동하기 위해, 무음(부저음)으로 처리한다.
- 이 프로그램은 진상들의 실체를 파헤쳐, 어떠한 실제 사건을 기반으로 구성한다.
- 피해자 신변 보호를 위하여, 개인적인 의견이 포함된다.